# Блакитна красуня Азії
Блакитна красуня Азії (англ. Blue Belle of Asia) - великий Цейлонський сапфір глибокого синього кольору подушкоподібної форми вагою 392.52 карат. Камінь виняткової якості, унікальний за своїм кольором та чистотою, має ряд найвищих характеристик серед сапфірів у своєму класі.
Сапфір таких розмірів, кольору та чистоти є надзвичайно рідкісним і вважається одним з найпрестижніших дорогоцінних каменів, коли-небудь доступних на ринку.
Блакитна красуня Азії четвертий за  розміром огранений сапфір у світі .

## Походження назви
Назва «Blue Belle of Asia» ("Блакитна красуня Азії"), імовірніше, відображає як якість, так і регіон походження цього синього сапфіра, який вважається одним з кращих сапфірів вищої якості в світі.
Слово «belle» означає красиву жінку і використовується метафорично для позначення надзвичайної краси цього величезного синього сапфіра. Камінь цінується за його глибокий синій колір і відмінну чистоту та прозорість.
Острів Шрі-Ланка (раніше Цейлон), де був знайдений камінь, є острівною державою в південноазійському регіоні, розташованою в південній частині індійського субконтиненту. Таким чином, друга частина назви «Азія» відноситься до загального регіону, де був виявлений дорогоцінний камінь .

## Історія
Сапфір був знайдений у 1926 році в селищі Пелмадулла, район Ратнапура острова Шрі-Ланка, що з давніх часів славиться своїми дорогоцінними каменями
.
Спочатку він належав Макану Маркару, відомому торговцю дорогоцінним камінням та ювелірними виробами в Коломбо, який був засновником відомої фірми O.L.M. Macan Markar & Co. Ltd в 1860 році. Фірма володіла одною з найбільш вражаючих колекцій високоякісних коштовних каменів в Цейлоні, включаючи сапфіри та рубіни, серед їх клієнтів було кілька членів британської королівської сім'ї, включаючи короля Едуарда VII та короля Георга V.
У 1937 році Макан Маркар продав сапфір "Блакитна красуня Азії" британському колекціонеру на ім'я Лорд Наффілд, відомому також як Вільям Ричард Морріс, засновнику Morris Motors Limited
.
Доля сапфіру після смерті Лорда Наффілда довгий час була невідома. Є версія, що камінь, ймовірно, потрапив в один із заснованих ним фондів згідно заповіту і був проданий приватній особі.
Також невідомо хто і коли інкрустував сапфір у неперевершене діамантове кольє у вигляді декорованого білими діамантами ланцюжка, що завершується пучком діамантових ниток. Сам сапфір був встановлений в якості центрального елементу композиції
Сапфір "Блакитна красуня Азії" вже разом з кольє з'являється на продаж на аукціоні в аукціонному домі Christie's в Женеві, Швейцарія, 11 листопада 2014 року.
Сапфір "Блакитна красуня Азії" був частиною колекції з 346 ювелірних виробів, представлених на цьому аукціоні.
Камінь продали за рекордну суму у 17,5 мільйонів доларів приватному колекціонеру із Саудівської Аравії, ім'я якого не повідомляється. Що стало новим світовим рекордом вартості серед сапфірів, які коли-небудь продавались на аукціоні.
В цілому колекція була продана за 152 мільйони доларів 